# Volkan Okumak
Volkan Okumak (* 10. August 1989 in Kamen) ist ein deutsch-türkischer Fußballspieler.

## Werdegang
Okumak wuchs in der sauerländischen Stadt Iserlohn auf und spielte in der Jugend für die Vereine SSV Kalthof, VTS Iserlohn und die Sportfreunde Oestrich-Iserlohn. Seine erste Station im Seniorenlager war der Verein Borussia Dröschede in der Westfalenliga. Im Sommer 2009 wechselte Okumak zu den Sportfreunden Siegen in die NRW-Liga. Dort spielte er zwei Jahre lang und erzielte in 60 Spielen 14 Tore. In der Saison 2011/12 spielte Okumak in der Regionalliga West für die zweite Mannschaft von Bayer 04 Leverkusen. Dort kam er nur selten zum Zuge und blieb in neun Spielen ohne Torerfolg.
Kurz nach dem Beginn der Saison 2012/13 wechselte Volkan Okumak zum VfB Hüls, wo er in 15 Spielen fünf Mal traf. Obwohl er den Hülser Vereinsverantwortlichen eine Zusage gab, bis zum Saisonende bleiben zu wollen verabschiedete Okumak sich im Januar 2013 zum SC Wiedenbrück 2000. In Wiedenbrück traf Okumak in 16 Spielen elf Mal und wechselte am Saisonende für eine Ablösesumme von 50.000 Euro zum Süper-Lig-Aufsteiger Kayseri Erciyesspor. Dort erhielt er einen Zweijahresvertrag mit Option auf ein weiteres Jahr. Die Rückrunde der Saison 2013/14 wird Okumak, auf Leihbasis, für Şanlıurfaspor spielen.
In der Sommertransferperiode 2016 wechselte er zum Zweitligisten Giresunspor.
Im August 2022 löste er seinen Vertrag bei Pendikspor auf und schloss sich dem Viertligisten Yeni Mersin İdmanyurdu an.